# Carlo Di Donna
Carlo Di Donna (Molfetta, 9 aprile 1906 – Taranto, 15 febbraio 1980) è stato un politico e calciatore italiano.

## Carriera calcistica
Nato a Molfetta nel 1906 in una famiglia di commercianti, iniziò a giocare a calcio nelle giovanili della Società Sportiva Pro Italia di Taranto, per poi esordire in prima squadra nel 1922. Prese parte al primo campionato di Divisione Nazionale del 1926-1927 nelle file dell'Alba Audace Roma, e nella stagione successiva scelse di rientrare in Puglia, dove si accasò alla neonata Associazione Calcio Taranto, di cui fu anche il primo capitano. Terzino, fu costretto a ritirarsi nel 1930 a causa di un grave infortunio occorso durante la partita contro il Palermo.

## Carriera politica
Combatté nella seconda guerra mondiale e fu presente durante i bombardamenti di Foggia. Aderì al Partito Comunista Italiano e, rientrato a Taranto, venne eletto al consiglio comunale della città nelle prime elezioni democratiche indette dopo la fine del fascismo. Il 5 febbraio 1949 fu eletto sindaco di Taranto. Tra le opere avviate durante il suo mandato, si ricordano i lavori per la fontana di piazza Ebalia e la riqualificazione dell'allora viale Venezia (poi viale Magna Grecia).
Morì a Taranto il 15 febbraio 1980.